# 宝林寺 (明石市)
宝林寺（ほうりんじ）は、兵庫県明石市材木町にある真言宗御室派の寺院。明石西国三十三観音霊場第31番札所。

## 歴史
宝永(ほうえい)2年（1705年）、京都仁和寺(にんなじ)の宥真(ゆうしん)和尚の開山と伝えられている。仁和寺の末寺。

## 所在地
- 兵庫県明石市材木町14-5

## 文化財
- 県指定有形重要文化財[3]
  - 種別：美術工芸品（彫刻）
  - 指定年月日：1984年（昭和59年）3月28日
  - 名称：木造聖観音立像
  - 特徴：平安時代後期の様式、寄木造り

## 周辺
- 龍谷寺 (明石市)
- 本立寺 (明石市)
- 本誓寺 (明石市)
- 長林寺 (明石市)
- 浄行寺 (明石市)
- 岩屋神社 (明石市)
- 明石港旧灯台
- 明石川
- 国道2号
- 兵庫県道718号明石高砂線

## 交通アクセス
- JR西日本山陽本線明石駅から徒歩約15分